# German International School Toronto
Die German International School Toronto (kurz GIST, auch Deutsche Schule Toronto) ist die einzige deutschsprachige Ganztagsschule im Großraum Toronto. Sie ist offiziell als deutsche Auslandsschule durch die Zentralstelle für das Auslandsschulwesen (ZfA) der Bundesrepublik Deutschland anerkannt. Als Begegnungsschule ermöglicht sie ihren Schülern den reibungslosen Übergang sowohl in das deutsche als auch das kanadische Schulsystem.

## Entstehung
Die Schule besteht seit dem Jahr 2000. Den Anfang bildeten eine Kindergartengruppe und eine erste Klasse, auf deren Basis in jedem Jahr eine weitere Klasse eingerichtet wurde. Seit dem Schuljahr 2007/2008 beherbergt die Schule einen Kindergarten für Drei- bis Fünfjährige und die Klassen 1 bis 10. Seit ihrer Gründung unterhält die Schule enge Beziehungen zum deutschen Bildungssystem und ist offiziell als Deutsche Auslandsschule anerkannt. Diese Akkreditierung gewährleistet, dass die Schule die strengen Standards der deutschen Bildungsbehörden einhält und einen Lehrplan anbietet, der sowohl deutsche als auch kanadische Bildungskomponenten integriert. In Zukunft soll das Angebot um die Klassen 11 und 12 erweitert werden, um die Schüler mit einem international anerkannten Abschluss nach der 12. Klasse entlassen zu können, der sie befähigt, an Universitäten weltweit zu studieren.

## Trägerschaft
Träger der Schule ist die Deutsche Schule Toronto, eine in Ontario eingetragene, gemeinnützige Körperschaft. Personell und finanziell wird die Schule, wie die über 140 anderen deutschen Auslandsschulen auch, vom Bundesverwaltungsamt betreut. Im Rahmen dieser Unterstützung stellt die Bundesrepublik derzeit die Schulleiterin zur Verfügung.

## Unterricht
Unterrichtet werden die Grundschüler nach dem Lehrplan Thüringens in Anlehnung an das Ontario Curriculum. In den weiterführenden Klassen ab Stufe 5 basiert der Unterricht auf dem Lehrplan für thüringische Gymnasien. Das Programm wird darüber hinaus mit vielen kanadischen Themenbereichen bereichert. Weiterhin werden Förderprogramme für nicht Englisch sprechende Schüler angeboten, um den Einstieg in die fremde Sprache zu erleichtern. Ab der 1. Klasse wird zudem Französisch unterrichtet.